# Düsseldorfer Turn- und Sportverein Fortuna 1895 1984-1985
Questa voce raccoglie le informazioni riguardanti il Düsseldorfer Turn- und Sportverein Fortuna 1895 nelle competizioni ufficiali della stagione 1984-1985.

## Stagione
Nella stagione 1984-1985 il Fortuna Düsseldorf, allenato da Willibert Kremer e Dieter Brei, concluse il campionato di Bundesliga al 15º posto. In Coppa di Germania il Fortuna Düsseldorf fu eliminato al secondo turno dal Bayer Uerdingen.

## Rosa
| N. |                     | Ruolo | Calciatore         |
| -- | ------------------- | ----- | ------------------ |
|    | Germania (bandiera) | P     | Uwe Greiner        |
|    | Germania (bandiera) | P     | Frank Kurth        |
|    | Germania (bandiera) | D     | Manfred Bockenfeld |
|    | Germania (bandiera) | D     | Michael Bunte      |
|    | Germania (bandiera) | D     | Holger Fach        |
|    | Germania (bandiera) | D     | Dietmar Grabotin   |
|    | Germania (bandiera) | D     | Werner Jakobs      |
|    | Germania (bandiera) | D     | Günter Kuczinski   |
|    | Germania (bandiera) | D     | Peter Löhr         |
|    | Germania (bandiera) | D     | Anton Schmidkunz   |
|    | Germania (bandiera) | C     | Heinrich Bless     |

| N. |                     | Ruolo | Calciatore      |
| -- | ------------------- | ----- | --------------- |
|    | Germania (bandiera) | C     | Rudolf Bommer   |
|    | Germania (bandiera) | C     | Ralf Dusend     |
|    | Germania (bandiera) | C     | Jürgen Fleer    |
|    | Germania (bandiera) | C     | Andreas Kaiser  |
|    | Germania (bandiera) | C     | Josef Weikl     |
|    | Germania (bandiera) | C     | Gerd Zewe       |
|    | Germania (bandiera) | A     | Sven Demandt    |
|    | Islanda (bandiera)  | A     | Atli Eðvaldsson |
|    | Svezia (bandiera)   | A     | Hasse Holmqvist |
|    | Germania (bandiera) | A     | Günter Thiele   |

## Organigramma societario
Area tecnica
- Allenatore: Dieter Brei
- Allenatore in seconda:
- Preparatore dei portieri:
- Preparatori atletici:

## Calciomercato

### Sessione estiva
| Acquisti | Acquisti         | Acquisti             | Acquisti |
| R.       | Nome             | da                   | Modalità |
| -------- | ---------------- | -------------------- | -------- |
| C        | Jürgen Fleer     | Borussia M'gladbach  |          |
| D        | Dietmar Grabotin | Alemannia Aquisgrana |          |
| P        | Uwe Greiner      | TeBe Berlino         |          |
| A        | Hasse Holmqvist  | Hammarby             |          |
| C        | Andreas Kaiser   | F. Düsseldorf II     |          |

| Cessioni | Cessioni          | Cessioni      | Cessioni |
| R.       | Nome              | a             | Modalità |
| -------- | ----------------- | ------------- | -------- |
| P        | Wolfgang Kleff    | RW Oberhausen |          |
| A        | Ralf von Diericke | Wuppertal     |          |
| A        | Rüdiger Wenzel    | St. Pauli     |          |

### Sessione invernale
| Acquisti | Acquisti | Acquisti | Acquisti |
| R.       | Nome     | da       | Modalità |
| -------- | -------- | -------- | -------- |

| Cessioni | Cessioni | Cessioni | Cessioni |
| R.       | Nome     | a        | Modalità |
| -------- | -------- | -------- | -------- |

## Risultati

### Bundesliga

#### Girone di andata
| Arbitro: | Umbach |

|                                                      |           |                                           |
| Röber 16’ Winklhofer 24’ (rig.) Schreier 56’ Cha 85’ | Marcatori | 2’ Holmqvist 42’ Bockenfeld 54’ Kuczinski |

| Arbitro: | Matheis |

|                          |           |                     |
| Holmqvist 36’ Thiele 52’ | Marcatori | 4’ Günther 86’ Keim |

| Arbitro: | Schmidhuber |

|                               |           |            |
| Geye 56’ Allofs 67’ Trunk 85’ | Marcatori | 36’ Thiele |

| Arbitro: | Jupe |

|                                              |           |          |
| Eðvaldsson 27’ Weikl 55’ Thiele 58’ Zewe 90’ | Marcatori | 38’ Worm |

| Arbitro: | Hontheim |

|           |           |               |
| Reich 22’ | Marcatori | 52’ Holmqvist |

| Arbitro: | Brückner |

|                          |           |                                    |
| Thiele 28’, 68’ Fach 40’ | Marcatori | 48’ (aut.) Eðvaldsson 77’ Möhlmann |

| Arbitro: | Tritschler |

|                                       |           |                         |
| Funkel 16’, 33’, 62’ Feilzer 39’, 82’ | Marcatori | 14’ Weikl 26’ Holmqvist |

| Arbitro: | Niebergall |

|  |           |                               |
|  | Marcatori | 68’ (aut.) Zewe 77’ Wohlfarth |

| Arbitro: | Uhlig |

|                                         |           |                                  |
| Allofs 38’, 71’ Bein 51’ Littbarski 56’ | Marcatori | 28’ Holmqvist 80’ (aut.) Hartwig |

| Arbitro: | Osmers |

|                      |           |                         |
| Fleer 16’ Dusend 28’ | Marcatori | 35’ (rig.), 37’ Claesen |

| Arbitro: | Barnick |

|                            |           |            |
| Sebert 36’ (rig.) Heck 62’ | Marcatori | 28’ Kaiser |

| Düsseldorf 9 novembre 1984, ore 20:00 CET 12ª giornata | Fortuna Düsseldorf | 0 – 0 referto | Borussia Dortmund | Rheinstadion (9 500 spett.)\| Arbitro: \| Correll \| |
| Arbitro:                                               | Correll            |               |                   |                                                      |

| Arbitro: | Dellwing |

|                                          |           |            |
| Holmqvist 2’ Thiele 68’ Fleer 71’ (rig.) | Marcatori | 20’ Krämer |

| Arbitro: | Kautschor |

|                     |           |  |
| Schatzschneider 36’ | Marcatori |  |

| Arbitro: | Gabor |

|                                 |           |                           |
| Dusend 48’, 73’ Thiele 60’, 67’ | Marcatori | 24’ Wuttke 32’ von Heesen |

| Arbitro: | Neuner |

|  |           |                        |
|  | Marcatori | 10’ Holmqvist 63’ Zewe |

| Arbitro: | Föckler |

|  |           |                      |
|  | Marcatori | 16’ Kuntz 18’ Schulz |

#### Girone di ritorno
| Arbitro: | Heitmann |

|                                |           |                   |
| Thiele 70’, 75’ Eðvaldsson 83’ | Marcatori | 63’ Waas 85’ Götz |

| Arbitro: | Wiesel |

|                     |           |                 |
| Keim 37’ Bühler 61’ | Marcatori | 47’, 83’ Thiele |

| Arbitro: | Zimmermann |

|            |           |  |
| Thiele 17’ | Marcatori |  |

| Arbitro: | Brehm |

|          |           |  |
| Worm 82’ | Marcatori |  |

| Arbitro: | Horeis |

|          |           |                     |
| Fach 68’ | Marcatori | 24’ (rig.) Borchers |

| Arbitro: | Scheuerer |

|                       |           |            |
| Okudera 3’ Pezzey 33’ | Marcatori | 61’ Thiele |

| Arbitro: | Assenmacher |

|                                 |           |                                         |
| Holmqvist 52’ Bommer 72’ (rig.) | Marcatori | 43’ (aut.) Eðvaldsson 55’ (rig.) Funkel |

| Arbitro: | Röthlisberger |

|                                                            |           |  |
| Lerby 20’, 83’ Mathy 22’ Augenthaler 50’, 73’ Matthäus 69’ | Marcatori |  |

| Arbitro: | Umbach |

|           |           |                     |
| Dusend 6’ | Marcatori | 13’ Bein 80’ Allofs |

| Arbitro: | Werner |

|                                                         |           |                               |
| Buchwald 23’, 69’ Förster 56’ Reichert 79’ Allgöwer 84’ | Marcatori | 27’ (aut.) Förster 82’ Bommer |

| Arbitro: | Hontheim |

|                   |           |               |
| Bommer 47’ (rig.) | Marcatori | 55’ Tsionanīs |

| Arbitro: | Matheis |

|          |           |                      |
| Loose 6’ | Marcatori | 15’ Weikl 66’ Thiele |

| Arbitro: | Theobald |

|               |           |                     |
| Friz 13’, 74’ | Marcatori | 85’ Fach 90’ Dusend |

| Arbitro: | Föckler |

|                  |           |                   |
| Weikl 49’ (rig.) | Marcatori | 30’, 61’ Hartmann |

| Arbitro: | Brückner |

|                  |           |                       |
| Kaltz 48’ (rig.) | Marcatori | 28’ Kaiser 46’ Dusend |

| Arbitro: | Wahmann |

|                 |           |          |
| Thiele 35’, 54’ | Marcatori | 28’ Mill |

| Arbitro: | Neuner |

|            |           |  |
| Schulz 34’ | Marcatori |  |

### Coppa di Germania
| Arbitro: | Werner |

|                   |           |  |
| Fach 7’ Weikl 53’ | Marcatori |  |

| Arbitro: | Ermer |

|                         |           |                |
| Schäfer 53’ Feilzer 68’ | Marcatori | 78’ Bockenfeld |

## Statistiche

### Statistiche di squadra
| Competizione      | Punti | In casa | In casa | In casa | In casa | In casa | In casa | In trasferta | In trasferta | In trasferta | In trasferta | In trasferta | In trasferta | Totale | Totale | Totale | Totale | Totale | Totale | DR  |
| Competizione      | Punti | G       | V       | N       | P       | Gf      | Gs      | G            | V            | N            | P            | Gf           | Gs           | G      | V      | N      | P      | Gf     | Gs     | DR  |
| ----------------- | ----- | ------- | ------- | ------- | ------- | ------- | ------- | ------------ | ------------ | ------------ | ------------ | ------------ | ------------ | ------ | ------ | ------ | ------ | ------ | ------ | --- |
| Bundesliga        | 29    | 17      | 7       | 6       | 4       | 30      | 25      | 17           | 3            | 3            | 11           | 23           | 41           | 34     | 10     | 9      | 15     | 53     | 66     | -13 |
| Coppa di Germania | -     | 1       | 1       | 0       | 0       | 2       | 0       | 1            | 0            | 0            | 1            | 1            | 2            | 2      | 1      | 0      | 1      | 3      | 2      | +1  |
| Totale            | 29    | 18      | 8       | 6       | 4       | 32      | 25      | 18           | 3            | 3            | 12           | 24           | 43           | 36     | 11     | 9      | 16     | 56     | 68     | -12 |

### Andamento in campionato
| Giornata  | 1  | 2  | 3  | 4  | 5  | 6  | 7  | 8  | 9  | 10 | 11 | 12 | 13 | 14 | 15 | 16 | 17 | 18 | 19 | 20 | 21 | 22 | 23 | 24 | 25 | 26 | 27 | 28 | 29 | 30 | 31 | 32 | 33 | 34 |
| --------- | -- | -- | -- | -- | -- | -- | -- | -- | -- | -- | -- | -- | -- | -- | -- | -- | -- | -- | -- | -- | -- | -- | -- | -- | -- | -- | -- | -- | -- | -- | -- | -- | -- | -- |
| Luogo     | T  | C  | T  | C  | T  | C  | T  | C  | T  | C  | T  | C  | C  | T  | C  | T  | C  | C  | T  | C  | T  | C  | T  | C  | T  | C  | T  | C  | T  | T  | C  | T  | C  | T  |
| Risultato | P  | N  | P  | V  | N  | V  | P  | P  | P  | N  | P  | N  | V  | P  | V  | V  | P  | V  | N  | V  | P  | N  | P  | N  | P  | P  | P  | N  | V  | N  | P  | V  | V  | P  |
| Posizione | 11 | 13 | 14 | 13 | 12 | 10 | 12 | 15 | 15 | 15 | 17 | 15 | 15 | 15 | 14 | 12 | 13 | 13 | 13 | 12 | 13 | 13 | 14 | 13 | 14 | 15 | 15 | 15 | 14 | 15 | 15 | 15 | 14 | 15 |

Legenda:

Luogo: C = Casa; T = Trasferta. Risultato: V = Vittoria; N = Pareggio; P = Sconfitta.

### Statistiche dei giocatori
| Giocatore     | Bundesliga | Bundesliga | Bundesliga  | Bundesliga | Coppa di Germania | Coppa di Germania | Coppa di Germania | Coppa di Germania | Totale   | Totale | Totale      | Totale     |
| Giocatore     | Presenze   | Reti       | Ammonizioni | Espulsioni | Presenze          | Reti              | Ammonizioni       | Espulsioni        | Presenze | Reti   | Ammonizioni | Espulsioni |
| ------------- | ---------- | ---------- | ----------- | ---------- | ----------------- | ----------------- | ----------------- | ----------------- | -------- | ------ | ----------- | ---------- |
| H. Bless      | 1          | 0          | 0           | 0          | 0                 | 0                 | 0                 | 0                 | 1        | 0      | 0           | 0          |
| M. Bockenfeld | 32         | 1          | 3           | 0          | 2                 | 1                 | 1                 | 0                 | 34       | 2      | 4           | 0          |
| R. Bommer     | 30         | 3          | 2           | 0          | 2                 | 0                 | 0                 | 0                 | 32       | 3      | 2           | 0          |
| M. Bunte      | 17         | 0          | 1           | 0          | 2                 | 0                 | 1                 | 0                 | 19       | 0      | 2           | 0          |
| S. Demandt    | 5          | 0          | 0           | 0          | 0                 | 0                 | 0                 | 0                 | 5        | 0      | 0           | 0          |
| R. Dusend     | 27         | 6          | 3           | 0          | 1                 | 0                 | 0                 | 0                 | 28       | 6      | 3           | 0          |
| A. Eðvaldsson | 33         | 2          | 2           | 0          | 2                 | 0                 | 0                 | 0                 | 35       | 2      | 2           | 0          |
| H. Fach       | 30         | 3          | 1           | 0          | 1                 | 1                 | 0                 | 0                 | 31       | 4      | 1           | 0          |
| J. Fleer      | 12         | 2          | 3           | 0          | 1                 | 0                 | 0                 | 0                 | 13       | 2      | 3           | 0          |
| D. Grabotin   | 12         | 0          | 4           | 0          | 0                 | 0                 | 0                 | 0                 | 12       | 0      | 4           | 0          |
| U. Greiner    | 34         | 0          | 1           | 0          | 2                 | 0                 | 0                 | 0                 | 36       | 0      | 1           | 0          |
| H. Holmqvist  | 31         | 8          | 2           | 0          | 2                 | 0                 | 0                 | 0                 | 33       | 8      | 2           | 0          |
| W. Jakobs     | 0          | 0          | 0           | 0          | 0                 | 0                 | 0                 | 0                 | 0        | 0      | 0           | 0          |
| A. Kaiser     | 19         | 2          | 1           | 0          | 2                 | 0                 | 0                 | 0                 | 21       | 2      | 1           | 0          |
| G. Kuczinski  | 20         | 1          | 3           | 0          | 1                 | 0                 | 0                 | 0                 | 21       | 1      | 3           | 0          |
| F. Kurth      | 0          | 0          | 0           | 0          | 0                 | 0                 | 0                 | 0                 | 0        | 0      | 0           | 0          |
| P. Löhr       | 13         | 0          | 3           | 0          | 0                 | 0                 | 0                 | 0                 | 13       | 0      | 3           | 0          |
| A. Schmidkunz | 1          | 0          | 0           | 0          | 1                 | 0                 | 0                 | 0                 | 2        | 0      | 0           | 0          |
| G. Thiele     | 32         | 17         | 4           | 0          | 2                 | 0                 | 0                 | 0                 | 34       | 17     | 4           | 0          |
| J. Weikl      | 34         | 4          | 2           | 0          | 2                 | 1                 | 0                 | 0                 | 36       | 5      | 2           | 0          |
| G. Zewe       | 32         | 2          | 1           | 0          | 2                 | 0                 | 0                 | 0                 | 34       | 2      | 1           | 0          |